# ASB Classic 2018
ASB Classic 2018 byl od roku 1981 potřetí společně hraný tenisový turnaj mužského okruhu ATP World Tour a ženského okruhu WTA Tour, konaný na dvorcích s tvrdým povrchem Plexicushion v areálu ASB Tennis Centre. Probíhal mezi 1. až 13. lednem 2018 v největším novozélandském městě Aucklandu jako čtyřicátý druhý ročník mužské části turnaje a třicátý třetí ročník ženské poloviny.
Mužská polovina se řadila do kategorie ATP World Tour 250 a její dotace činila 561 345 amerických dolarů. Ženská část s rozpočtem 250 000 dolarů byla  součástí kategorie WTA International Tournaments. Nejvýše nasazeným tenistou ve dvouhře se stal osmý hráč světa Jack Sock ze Spojených států.  Mezi ženami roli jedničky plnila třetí žena žebříčku Caroline Wozniacká z Dánska, která skončila jako poražená finalistka a po turnaji se posunula na druhou příčku klasifikace. Jako poslední přímá účastnice do dvouhry nastoupila japonská 102. hráčka žebříčku Kurumi Narová a mezi muži tuto pozici obsadil argentinský 64. tenista klasifikace Guido Pella.
Sedmou singlovou trofej z okruhu ATP Tour a druhou z ASB Classic si odvezl Španěl Roberto Bautista Agut, jenž tak v Aucklandu prodloužil neporazitelnost na deset utkání. Pátý singlový titul na okruhu WTA Tour získala Němka Julia Görgesová, která vyhrála třetí turnaj za sebou a posunula se na nové kariérní maximum, 12. příčku světové klasifikace. Druhé turnajové vítězství v mužské čtyřhře v řadě získala rakousko-chorvatská dvojice Oliver Marach a Mate Pavić, která v předchozím týdnu ovládla Qatar ExxonMobil Open. Premiérovou společnou trofej z ženské čtyřhry vybojoval pár složený z bývalé italské světové jedničky ve čtyřhře Sary Erraniové a Nizozemky Bibiany Schoofsové.

## Rozdělení bodů a finančních odměn

### Rozdělení bodů
| Soutěž       | vítězové | finalisté | semifinalisté | čtvrtfinalisté | 16 v kole | 32 v kole | Q  | Q3 | Q2 | Q1 |
| ------------ | -------- | --------- | ------------- | -------------- | --------- | --------- | -- | -- | -- | -- |
| dvouhra mužů | 250      | 150       | 90            | 45             | 20        | 0         | 12 | 6  | 0  | 0  |
| čtyřhra mužů | 250      | 150       | 90            | 45             | 0         | —         | —  | —  | —  | —  |
| dvouhra žen  | 280      | 180       | 110           | 60             | 30        | 1         | 18 | 14 | 10 | 1  |
| čtyřhra žen  | 280      | 180       | 110           | 60             | 1         | —         | —  | —  | —  | —  |

### Finanční odměny
| Soutěž                              | vítězové | finalisté | semifinalisté | čtvrtfinalisté | 16 v kole | 32 v kole | Q3     | Q2     | Q1     |
| ----------------------------------- | -------- | --------- | ------------- | -------------- | --------- | --------- | ------ | ------ | ------ |
| dvouhra mužů                        | $89 435  | $47 105   | $25 515       | $14 535        | $8 565    | $5 075    | —      | $2 285 | $1 145 |
| čtyřhra mužů                        | $27 170  | $14 280   | $7 740        | $4 430         | $2 590    | —         | —      | —      | —      |
| dvouhra žen                         | $43 000  | $21 400   | $11 300       | $5 900         | $3 310    | $1 925    | $1 005 | $730   | $530   |
| čtyřhra žen                         | $12 300  | $6 400    | $3 435        | $1820          | $960      | —         | —      | —      | —      |
| ve čtyřhře je uvedena částka na pár |          |           |               |                |           |           |        |        |        |

## Dvouhra mužů

### Nasazení
| Stát                         | Hráč                  | ATP | Nasazení |
| ---------------------------- | --------------------- | --- | -------- |
| USA                          | Jack Sock             | 8.  | 1.       |
| Argentina                    | Juan Martín del Potro | 11. | 2.       |
| USA                          | Sam Querrey           | 13. | 3.       |
| USA                          | John Isner            | 17. | 4.       |
| Španělsko                    | Roberto Bautista Agut | 20. | 5.       |
| Uruguay                      | Pablo Cuevas          | 32. | 6.       |
| Španělsko                    | David Ferrer          | 37. | 7.       |
| Rusko                        | Andrej Rubljov        | 39. | 8.       |
| Žebříček ATP k 1. lednu 2018 |                       |     |          |

### Jiné formy účasti
Následující hráči obdrželi divokou kartu do hlavní soutěže:
- Stefanos Tsitsipas
- Wu I-ping
- Michael Venus

Z kvalifikace postoupí alespoň čtyři hráči:
- Radu Albot
- Rogério Dutra da Silva
- Casper Ruud
- Tim Smyczek

## Mužská čtyřhra

### Nasazení
| Stát                                                                                  | Hráč              | Stát        | Hráč             | WTA | Nasazení |
| ------------------------------------------------------------------------------------- | ----------------- | ----------- | ---------------- | --- | -------- |
| Rakousko                                                                              | Oliver Marach     | Chorvatsko  | Mate Pavić       | 36. | 1.       |
| Jižní Afrika                                                                          | Raven Klaasen     | Nový Zéland | Michael Venus    | 40. | 2.       |
| Mexiko                                                                                | Santiago González | Chile       | Julio Peralta    | 57. | 3.       |
| Uruguay                                                                               | Pablo Cuevas      | Argentina   | Horacio Zeballos | 59. | 4.       |
| Žebříček ATP k 1. lednu 2018; číslo je součtem žebříčkového postavení obou členů páru |                   |             |                  |     |          |

### Jiné formy účasti
Následující páry obdržely divokou kartu do hlavní soutěže:
- Leander Paes /  Purav Radža
- Jack Sock /  Jackson Withrow

## Ženská dvouhra

### Nasazení
| Stát                             | Hráčka              | WTA | Nasazení |
| -------------------------------- | ------------------- | --- | -------- |
| Dánsko                           | Caroline Wozniacká  | 3.  | 1.       |
| Německo                          | Julia Görgesová     | 14. | 2.       |
| Česko                            | Barbora Strýcová    | 23. | 3.       |
| Polsko                           | Agnieszka Radwańská | 28. | 4.       |
| USA                              | Lauren Davisová     | 48. | 5.       |
| Kazachstán                       | Julia Putincevová   | 50. | 6.       |
| Německo                          | Mona Barthelová     | 52. | 7.       |
| Chorvatsko                       | Donna Vekićová      | 54. | 8.       |
| Žebříček WTA k 25. prosinci 2017 |                     |     |          |

### Jiné formy účasti
Následující hráčky obdržely divokou kartu do hlavní soutěže:
- Sara Erraniová[12]
- Sofia Keninová[13]
- Jade Lewisová[14]

Následující hráčky si zajistily postup do hlavní soutěže v kvalifikaci:
- Ysaline Bonaventureová
- Jana Fettová
- Viktória Kužmová
- Sachia Vickeryová

## Ženská čtyřhra

### Nasazení
| Stát                                                                         | Hráčka            | Stát       | Hráčka            | WTA  | Nasazení |
| ---------------------------------------------------------------------------- | ----------------- | ---------- | ----------------- | ---- | -------- |
| Japonsko                                                                     | Eri Hozumiová     | Japonsko   | Miju Katová       | 85.  | 1.       |
| Japonsko                                                                     | Nao Hibinová      | Chorvatsko | Darija Juraková   | 101. | 2.       |
| Spojené království                                                           | Naomi Broadyová   | Argentina  | María Irigoyenová | 156. | 3.       |
| Austrálie                                                                    | Arina Rodionovová | Belgie     | Maryna Zanevská   | 175. | 4.       |
| Žebříček WTA k 25. prosinci 2017; číslo je součtem umístění obou členek páru |                   |            |                   |      |          |

### Jiné formy účasti
Následující páry obdržely divokou kartu do hlavní soutěže:
- Paige Mary Houriganová /  Erin Routliffeová
- Hsieh Shu-ying /  Jade Lewisová

## Přehled finále

### Mužská dvouhra
- Roberto Bautista Agut vs.  Juan Martín del Potro, 6–1, 4–6, 7–5

### Ženská dvouhra
- Julia Görgesová vs.  Caroline Wozniacká, 6–4, 7–6(7–4)

### Mužská čtyřhra
- Oliver Marach /  Mate Pavić vs.  Max Mirnyj /  Philipp Oswald, 6–4, 5–7, [10–7]

### Ženská čtyřhra
- Sara Erraniová /  Bibiane Schoofsová vs.  Eri Hozumiová /  Miju Katová, 7–5, 6–1